# Maria Raimonda Bertran Codina
Maria Raimonda Bertran Codina (Riner, 28 de juny de 1753 - Mataró, c. 1837) fou una religiosa i priora catalana de l'Orde de les Carmelites Descalces (OCD) també coneguda com a Maria Raimonda de Sant Josep. Està relacionada amb el moviment de la Il·lustració i amb els municipis de Su i Mataró. Filla de Celdoni Bertran i de Maria Codina.

## Biografia
Filla d'una família pagesa del poble de Su, als vint anys vestí l'hàbit carmelità al convent de la Immaculada Concepció de monges carmelites descalces de Mataró, el 4 de gener de 1773, i professà solemnement un any després, el 9 de gener de 1774. Cap a finals de segle el convent de Mataró es convertí en un refugi per a altres comunitats de religioses procedents de Girona que fugien de la guerra entre França i Espanya.
El 1808 el convent de Mataró és saquejat i les monges maltractades per les tropes franceses. La comunitat abandonà el monestir i s'embarcà a Arenys per dirigir-se a Creixell, on les esperaven les carmelites descalces de Tarragona, per reunir-se amb les de Reus. A Reus les religioses hauran de dispersar-se obligatòriament el 24 de desembre de 1808.
Les religioses de Mataró no pogueren retornar al seu convent fins al 5 de maig de 1810, però no és fins al 29 de gener de 1812 que poden reprendre totalment la vida comunitària, i això en mig de molta misèria i carències de tota mena. Encara l'any 1814 la comunitat de Mataró hagué d'acollir la de les seves germanes de Barcelona, igual que ho faran amb altres religioses en períodes d'incertesa política, com s'esdevingué durant el trienni liberal i en la posterior ocupació del país pels absolutistes. En aquests difícils moments Maria Raimonda fou priora de la comunitat, durant els triennis de 1814-1816 i de 1822-1825.
A la casa pairal d'aquesta religiosa, Can Vendrell, al seu poble natal de Su, es conservà un plec de cartes de Maria Raimonda adreçades als seus familiars: el seu oncle i rector de Su, Jaume Bertran; el seu germà Pere, l'hereu de la família; i el seu altre germà i capellà, Francesc Bertran Codina.
Es tracta d'epístoles en català, d'índole familiar, escrites entre 1797-1831, on s'intercanvien notícies sobre l'estat de salut, les novetats relatives als diferents membres de la família, es comenten nombrosos aspectes de la vida quotidiana conventual, dels mutus presents que es fan la família i la comunitat...
Desgraciadament, la destrucció de l'arxiu conventual l'any 1936 no permet oferir més dades sobre la vida d'aquesta religiosa.